# Xã Steamboat River, Quận Hubbard, Minnesota
Xã Steamboat River (tiếng Anh: Steamboat River Township) là một xã thuộc quận Hubbard, tiểu bang Minnesota, Hoa Kỳ. Năm 2010, dân số của xã này là 126 người.